# Nedjeljko Frančula
Nedjeljko Frančula  (Zagreb, 20. lipnja 1937.) hrvatski je geodet i kartograf.

## Životopis
Gimnaziju je završio u Zagrebu 1956. Diplomirao je 1962. na Geodetskom odjelu Arhitektonsko-građevinsko-geodetskog fakulteta u Zagrebu. Doktorirao je 1971. u Bonnu (Landwirtschaftliche Fakultät) s tezom "Die vorteilhaftesten Abbildungen in der Atlaskartographie". Proveo je u Institutu za kartografiju i topografiju Sveučilišta u Bonnu dvije godine (1969. – 1971.) kao stipendist Deutsche Akademische Austauschdienst (DAAD). Ponovno kao stipendist DAAD-a boravio je u istom institutu tri mjeseca 1976. na znanstvenom usavršavanju iz područja automatizacije u kartografiji.
Za asistenta na Geodetskom fakultetu Sveučilišta u Zagrebu izabran je 1963., za docenta 1975., za izvanrednog profesora 1980., a za redovitog profesora 1985. U znanstveno-nastavno zvanje trajnog redovitog profesora za područje tehničkih znanosti, polje geodezija, izabran je 1996. Predstojnik Zavoda za kartografiju Geodetskog fakulteta bio je 1981. – 1983., 1987. – 1991. i 1997. – 1999., voditelj poslijediplomskog studija 1985. – 1989., prodekan za znanstveni i stručni rad 1976. – 1981., prodekan za nastavu 1999. – 2003. Na Geodetskom fakultetu predavao je kolegije Geoinformatika I, Kartografija II, Kartografija III i Kompjutorska obrada geodetskih podataka. 
Osim u Zagrebu predavao je na dodiplomskom i poslijediplomskom studiju i na Fakultetu za arhitekturu, građevinarstvo i geodeziju u Ljubljani 1974. – 1976. Prema nastavnom planu i programu iz 1994. na Geodetskom fakultetu predavao je Geoinformatiku I, Kartografske projekcije, Digitalnu kartografiju I i Kartografsku generalizaciju. Od 2002/03. predaje Kartografske projekcije i Digitalnu kartografiju. Na poslijediplomskom studiju predavao je Uvod u znanstveni rad i Službeni topografsko-kartografski informacijski sustav Republike Hrvatske. Bio je mentor za više od šezdeset diplomskih radova, osam magistarskih radova i četiri doktorske disertacije. Baveći se više od trideset godina primjenom računala u rješavanju geodetskih i kartografskih zadataka, uveo je digitalnu kartografiju u nastavu na dodiplomskom i poslijediplomskom studiju Geodetskog fakulteta u Zagrebu. 
Od 1962. do 1986. sudjelovao je u ostvarenju znanstvenih projekata što ih je financiralo Ministarstvo znanosti i tehnologije. Vodio je znanstvene projekte Kartografska istraživanja prostora 1987. – 1991., Kartografija i geoinformacijski sustavi 1991. – 1996. i Hrvatska kartografija – znanstvene osnove 1997. – 2002. Bio je voditelj znanstveno-stručnih projekata Hrvatski geodetski rječnik i Hrvatski kartografi za Državnu geodetsku upravu. Suradnik je na znanstvenim projektima Kartografija i nove tehnologije te Kartografija Jadrana. Objavio je više od 330 znanstvenih i stručnih radova. Uglavnom timski, načinio je četrdeset stručno-praktičnih radova (geodetska izmjera, topografske i tematske karte), deset ekspertiza i dvadeset računalnih programskih paketa. Znanstvene i stručne radove iz kartografije objavljuje u časopisima Allgemeine Vermessungs-Nachrichten, Geodetski list, Kartographische Nachrichten, Geodetski vestnik, Survey Review, Mehanizacija šumarstva, Automatika, Kartografija i geoinformacije, Zbornik radova Geodetskog fakulteta te u zbornicima radova s brojnih znanstvenih skupova u zemlji i inozemstvu.
Glavno su područje njegova istraživanja kartografske projekcije i digitalna kartografija. Rezultati njegovih istraživanja o kartografskim projekcijama s minimalnim deformacijama citirani su u inozemnim udžbenicima, leksikonima i enciklopedijama. Od 1976. do 1986. bio je zamjenik glavnog i odgovornog urednika časopisa Geodetski list, a od 1987. do 1995. glavni i odgovorni urednik tog časopisa. Bio je suradnik redakcije Pomorskog leksikona i Tehničkog leksikona Leksikografskog zavoda "Miroslav Krleža". Od 1976. stalni je suradnik međunarodne kartografske referativne publikacije i bibliografske baze podataka Bibliographia cartographica (München-New Providence-London-Paris). Početkom 1997. izabran je za pročelnika Sekcije za kartografiju Hrvatskoga geodetskog društva. Od 1998. redoviti je član Akademije tehničkih znanosti Hrvatske. Član je Hrvatskoga geodetskog društva i počasni član Hrvatskoga kartografskog društva. Nagradu za životno djelo "Moć znanja" Akademije tehničkih znanosti Hrvatske primio je 2004. godine. U počasno zvanje professor emeritus izabran je 2007. U povodu njegova 70. rođendana Hrvatsko kartografsko društvo izdalo je 2007. godine posebni broj časopisa Kartografija i geoinformacije.

## Djela
- Stari koordinatni sustavi na području SR Hrvatske i njihova transformacija u sustave Gauss-Krügerove projekcije (koautor B. Borčić). Zagreb 1969.
- Die vorteilhaftesten Abbildungen in der Atlaskartographie, disertacija. Institut für Kartographie und Topographie der Rheinischen Friedrich-Wilhems-Universität Bonn, 1971.
- Dvostruka kosa konformna cilindrična projekcija. Zagreb 1972. – Izbor projekcije, interna skripta. Geodetski fakultet Sveučilišta u Zagrebu, 1974, 43 str.
- Višejezični kartografski rječnik (koautori: B. Borčić, I. Kreiziger, P. Lovrić). Zagreb 1977.
- Kompjutorski program za računanje u Gauss-Krügerovoj projekciji. Zagreb 1980.
- Primjena kompjutora u izradi karata SR Hrvatske. Zagreb 1981.
- Bibliografija Geodetskog lista 1947-1990. (koautor). Zagreb 1991.
- Digitalna kartografija, interna skripta. Sveučilište u Zagrebu, Geodetski fakultet, Zagreb 1996., 1999., 2001.
- Kartografska generalizacija, interna skripta. Sveučilište u Zagrebu, Geodetski fakultet, Zagreb 1997., 2000.
- Kartografske projekcije, interna skripta. Sveučilište u Zagrebu, Geodetski fakultet, Zagreb, 2000.
- Geodetsko-geoinformatički rječnik (koautor M. Lapaine). Državna geodetska uprava, Zagreb 2008.

## Vanjske poveznice
- Frančula, Nedjeljko Hrvatska tehnička enciklopedija, portal hrvatske tehničke baštine. LZMK